# Айн-эль-Араб
Айн-эль-Араб (араб. عين العرب‎), или Кобани (курд. Kobanî) — город на севере Сирии, в Западном Курдистане, расположенный на территории мухафазы Халеб. Административный центр одноимённого района.

## История
До Первой мировой войны территории, на которых сейчас располагается Кобани и его окрестности, были населены преимущественно полукочевыми племенами курдов, частично вытеснивших арабов в XIX веке.
Согласно исследованию профессора Хусейна Амина Хусейна, базирующемуся в основном на опросе местных старожилов, первое поселение (три дома и две мельницы, построенные армянами) на этом месте датируется приблизительно 1892 годом. Через 20 лет, когда в эти места пришли немецкие инженеры, проектировавшие Багдадскую железную дорогу, на территории, ныне занимаемой Кобани находились две деревни — Араппынар (тур. Arappınar «арабский источник» — по названию ручья, к которому летом арабы-кочевники приводили стада на водопой; курд. Kanîya Êreban) восточнее нынешнего центра города и Мюршитпынар (осман. مرشد بنار‎, тур. Mürşitpınar, курд. Kanîya Murşidê) западнее. Современное арабское название города — калька с названия первой деревни, название же второй получила железнодорожная станция, построенная к северу от обеих деревень на нынешней территории Турции до 1914 года.
Этимология курдского названия Kobanî неизвестна, но городская легенда утверждает, что оно появилось благодаря малограмотным курдским рабочим, нанятым немецкой компанией (нем. Kompanie), строившей эту дорогу. Со временем ответ на вопрос «Где ты работаешь?» превратился из «В компании» во «В Кобани». По другой версии, эта компания якобы называлась «Ko. Bahn», однако нет никаких сведений об участии компании с таким названием в строительстве этой станции.
Свой современный облик и планировку населённый пункт приобрёл в период французского мандата в Сирии, когда в нём разместился небольшой контингент французских военных, набиравших ополчение из числа местных жителей. Очень многие здания, построенные в то время, существовали и использовались по назначению как минимум до 2014 года.
Во время гражданской войны в Сирии Кобани был взят под свой контроль курдскими силами самообороны 19 июля 2012 года. Согласно выросшему в городе австралийскому журналисту и писателю курдского происхождения Шахину Бекиру Сорекли, примерно в это время на въезде в город появилась надпись с неграмотно (курдский в Сирии не преподавался) склонённым названием города, откуда во время его осады через использующих другую письменность иракских курдов стало распространяться искажённое название Kobanê.
В конце 2014 года в городе имели место ожесточённые боестолкновения между курдскими отрядами народной самообороны (YPG) и боевиками «Исламского государства». Контроль за городом имел принципиальное значение для обеих сторон. По аналогии со Сталинградом местные курды левых взглядов назвали город «Кобаниградом». В ходе боёв боевики ИГ были уничтожены, но город был почти полностью разрушен. В конце июня 2015 года Кобани повторно был атакован исламскими террористами, но курды сохранили контроль над городом.

## Географическое положение
Город находится в северо-восточной части мухафазы, на границе с Турцией, на высоте 494 метров над уровнем моря.
Айн-эль-Араб расположен на расстоянии приблизительно 125 километров к северо-востоку от Алеппо, административного центра провинции и на расстоянии 415 километров к северо-северо-востоку (NNE) от Дамаска, столицы страны. Ближайший аэропорт расположен в турецком городе Шанлыурфа.

## Демография
По данным последней официальной переписи 1981 года, население составляло 12 393 человек.
Динамика численности населения города по годам:
| 1960  | 1970  | 1981   | 2003   | 2012   |
| ----- | ----- | ------ | ------ | ------ |
| 4 394 | 7 257 | 12 393 | 45 057 | 55 606 |

В этническом составе населения преобладают курды. После геноцида армян 1915 года в Кобани появилось много беженцев-армян. По словам Салиха Муслима, в середине XX века армянское население города было довольно значительным, в городе имелось 3 армянские церкви, но большинство армян впоследствии репатриировались в Армянскую ССР в 1960 гг. По данным на 2013 год, курды составляли почти 90 % населения города, арабы и туркмены — примерно по 5 %, армяне — около 1 %.